# Дискарт, Жан-Батист
Жан Дискарт (фр. Jean Discart; имя при рождении: Джованни Батиста Дискарт(и?) итал. Giovanni Battista Discart; 5 октября 1855 или 1856, Модена — 1 января 1940, Париж) — итальянский художник-ориенталист, работавший в Австрии и во Франции. 

## Биография
Родился в 1855 году в итальянской Модене, в то время — столице Герцогства Моденского. В 1869 году, в возрасте 14 лет, поступил в Венскую академию художеств, где учился вплоть до 1880 года. Дискарту преподавал живопись, в частности, ориенталист Леопольд Карл Мюллер, однако, его основным педагогом был Ансельм Фейербах, к которому Дискарт был очень привязан и после смерти Фейербаха покинул академию, уехал из Вены и поселился в Париже.
Здесь он сблизился с рядом других художников из Вены, в первую очередь, с Людвигом Дойчем и Рудольфом Эрнстом, и вместе они приняли решение посвятить себя ориентальной живописи. Пользуясь тем, что Франция в то время была колониальной империей и располагала обширными владениями в Северной Африке, друзья вместе или поодиночке неоднократно посещали Танжер, Марокко, и, возможно, другие локации.
Дискарт, Дойч и Эрнст выработали свой особый стиль, состоявший в изображении идеализированных жанровых сцен в североафриканском антураже. Они почти никогда не обращались к пейзажам или крупномасштабным полотнам, а вместо этого, ориентируясь на популярность «жанров» (будь то костюмные жанровые сцены в духе Мейссонье, «античные» жанровые сцены С. В. Бакаловича, «сценки с кардиналами» Крёгера и Вибера и т.д.), создавали аналогичные полотна на ориентальном материале. В работах Дискарта, Дойча и Эрнста обычно один, либо двое-трое действующих лиц, занятых какой-либо повседневной деятельностью — например, ремеслом или уличной торговлей; пространство вокруг героев приукрашено и заполнено запоминающимися деталями.
Помимо «жанров», Дискарт также писал портреты.
Он продолжал посещать Северную Африку по меньшей мере до начала 1920-х годов.
Скончался Дискарт в 1940 году в Париже.

## Галерея

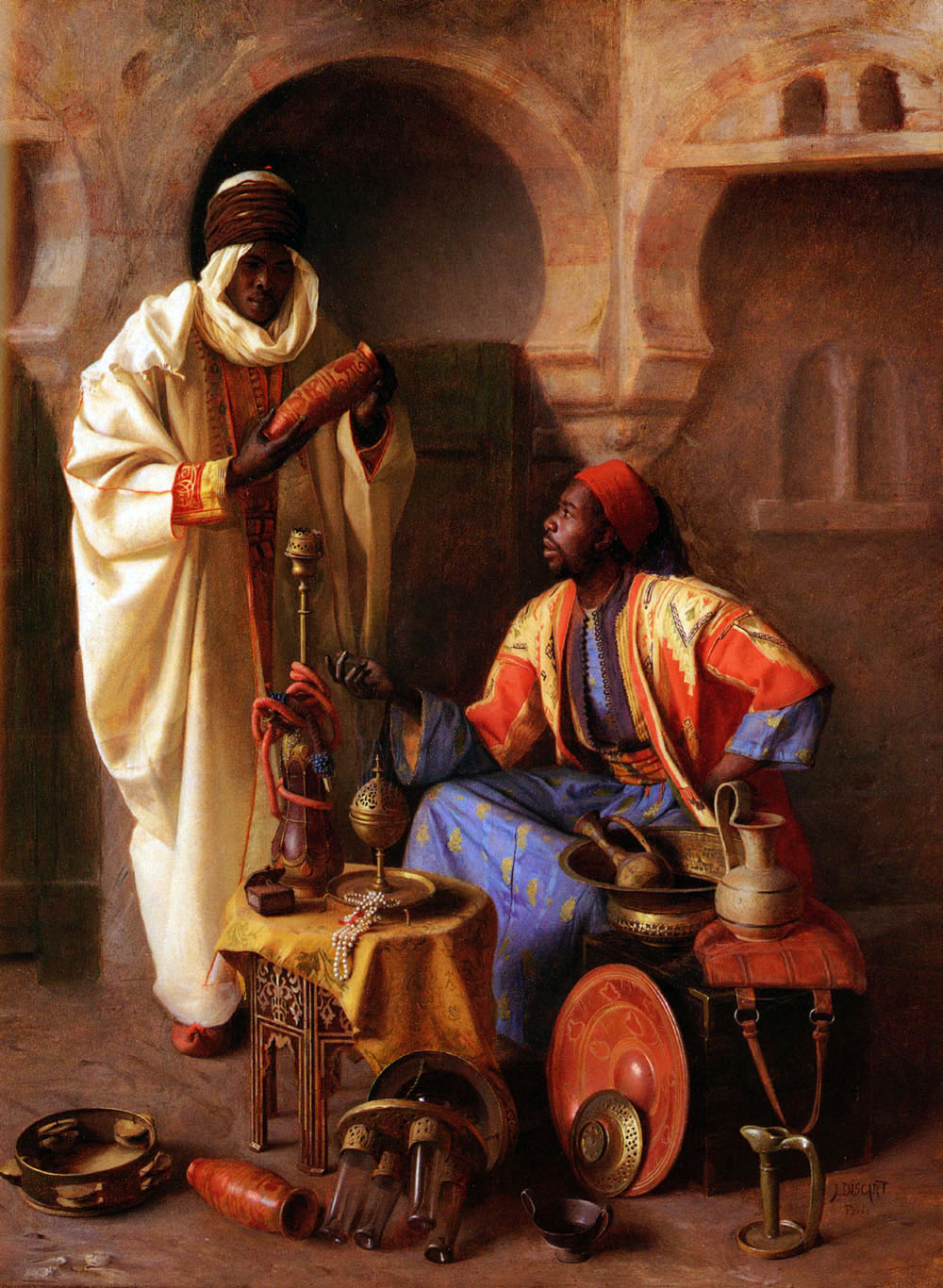
Знатоки
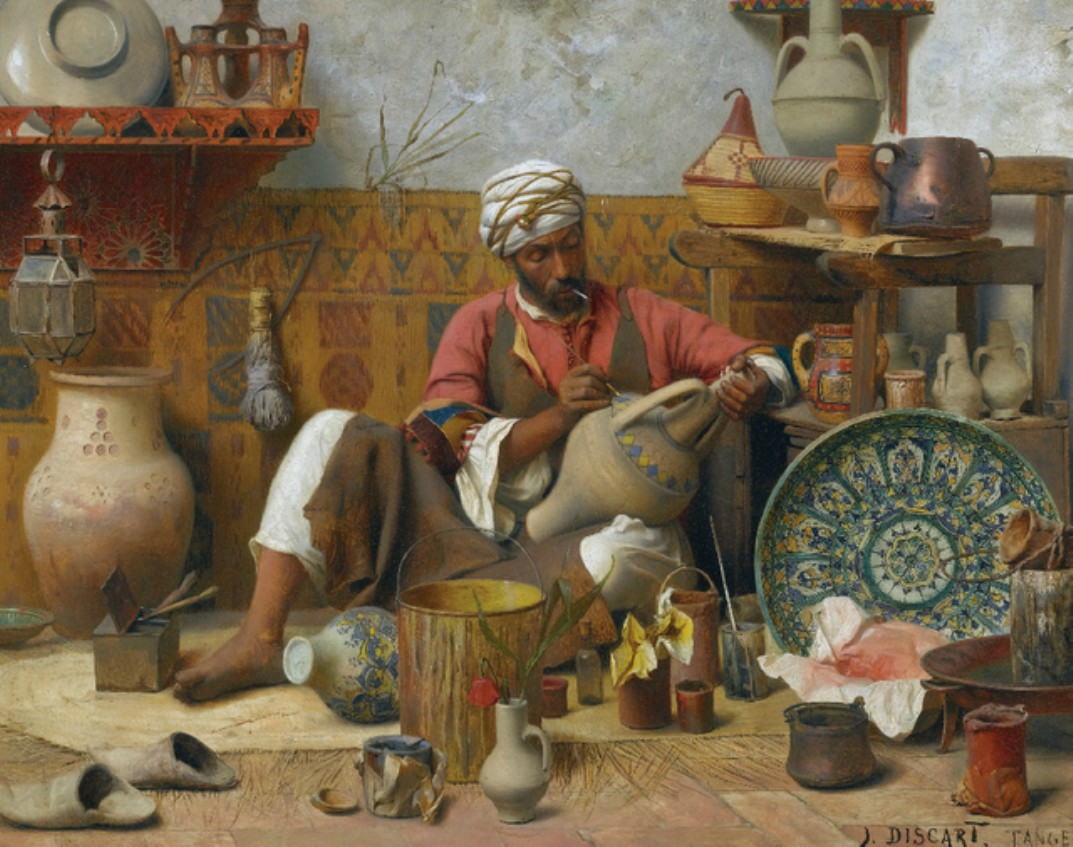
Гончар
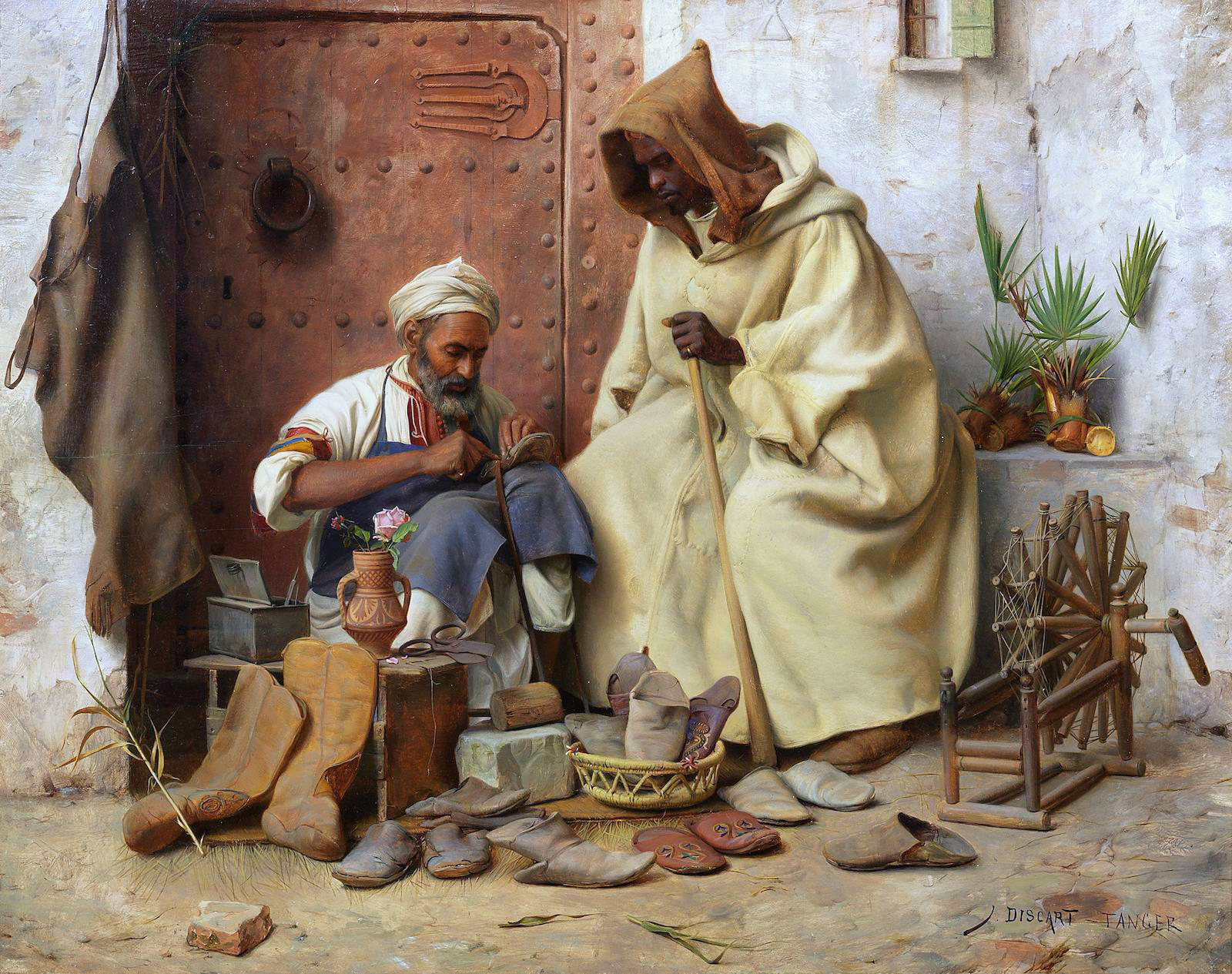
Сапожник
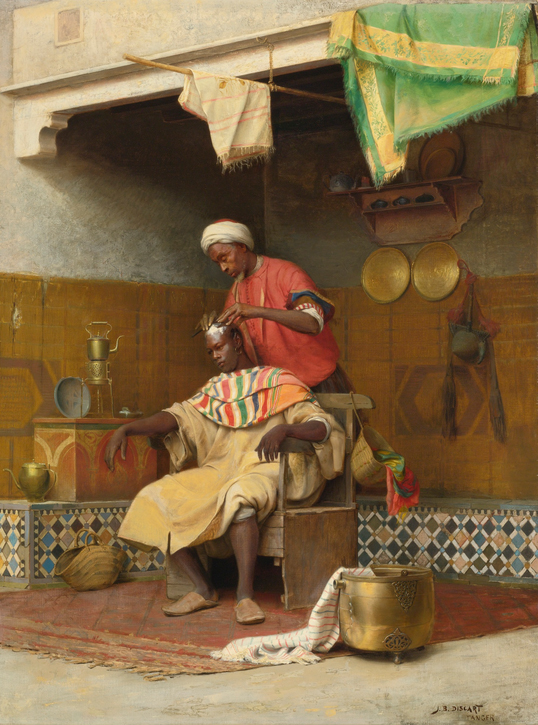
Парикмахер
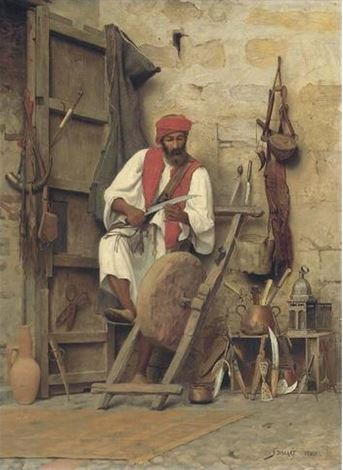
Точильщик
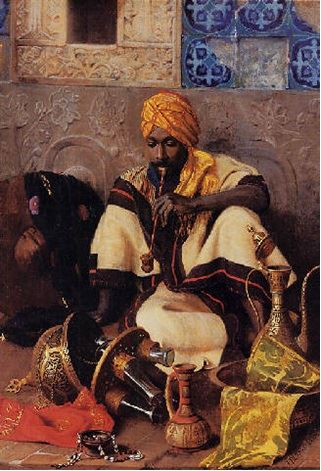
Курильщик
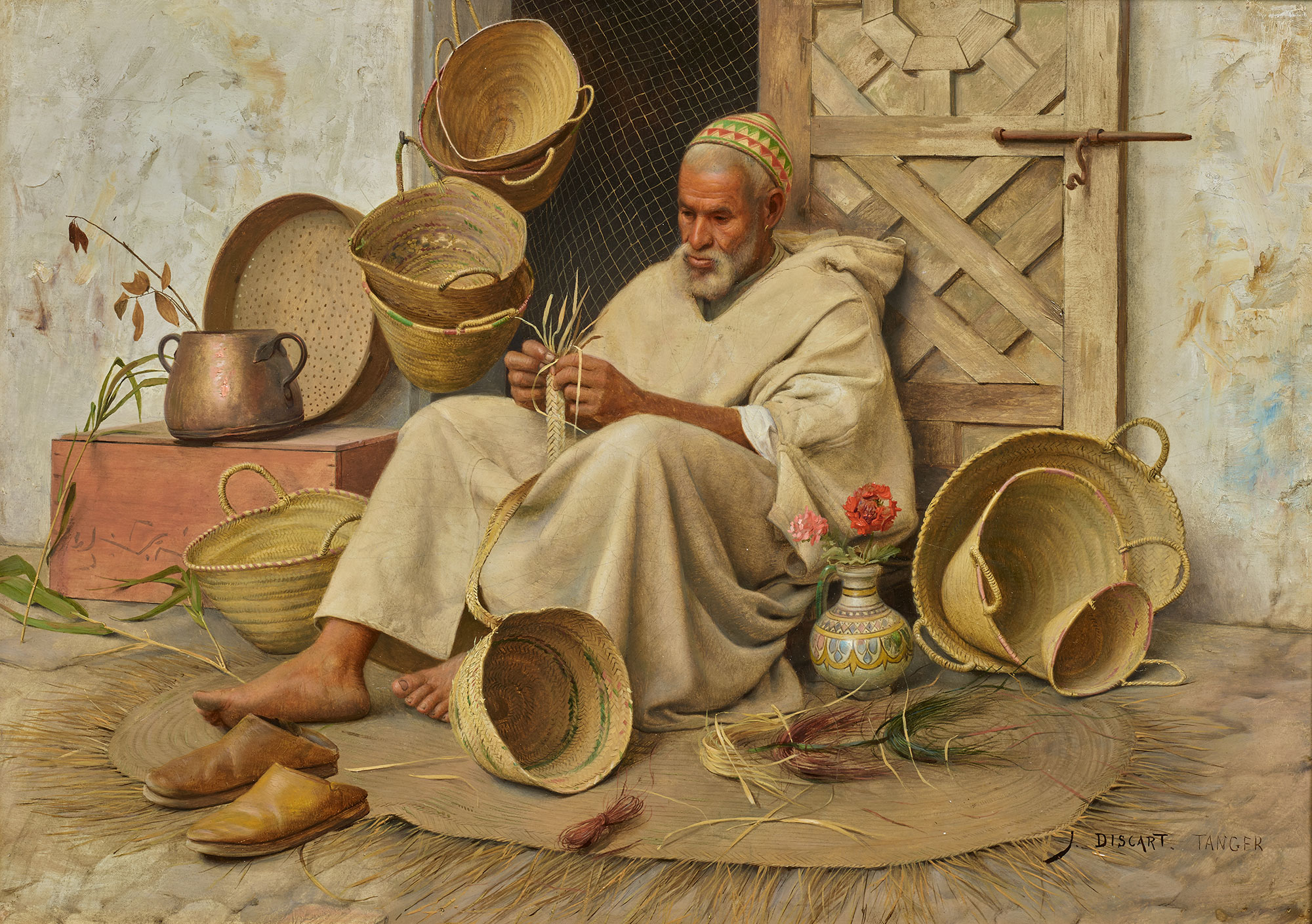
Корзинщик
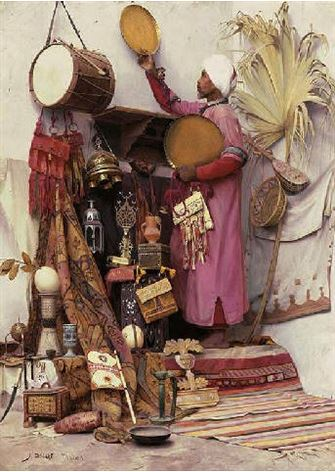
Антиквар
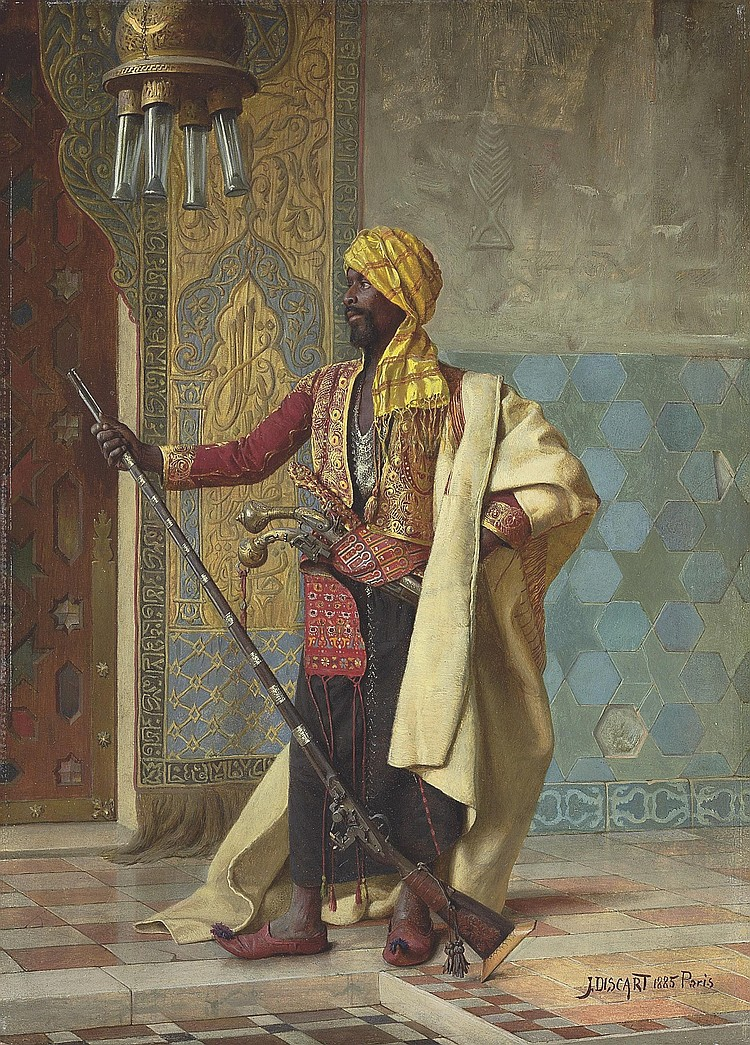
Страж гарема
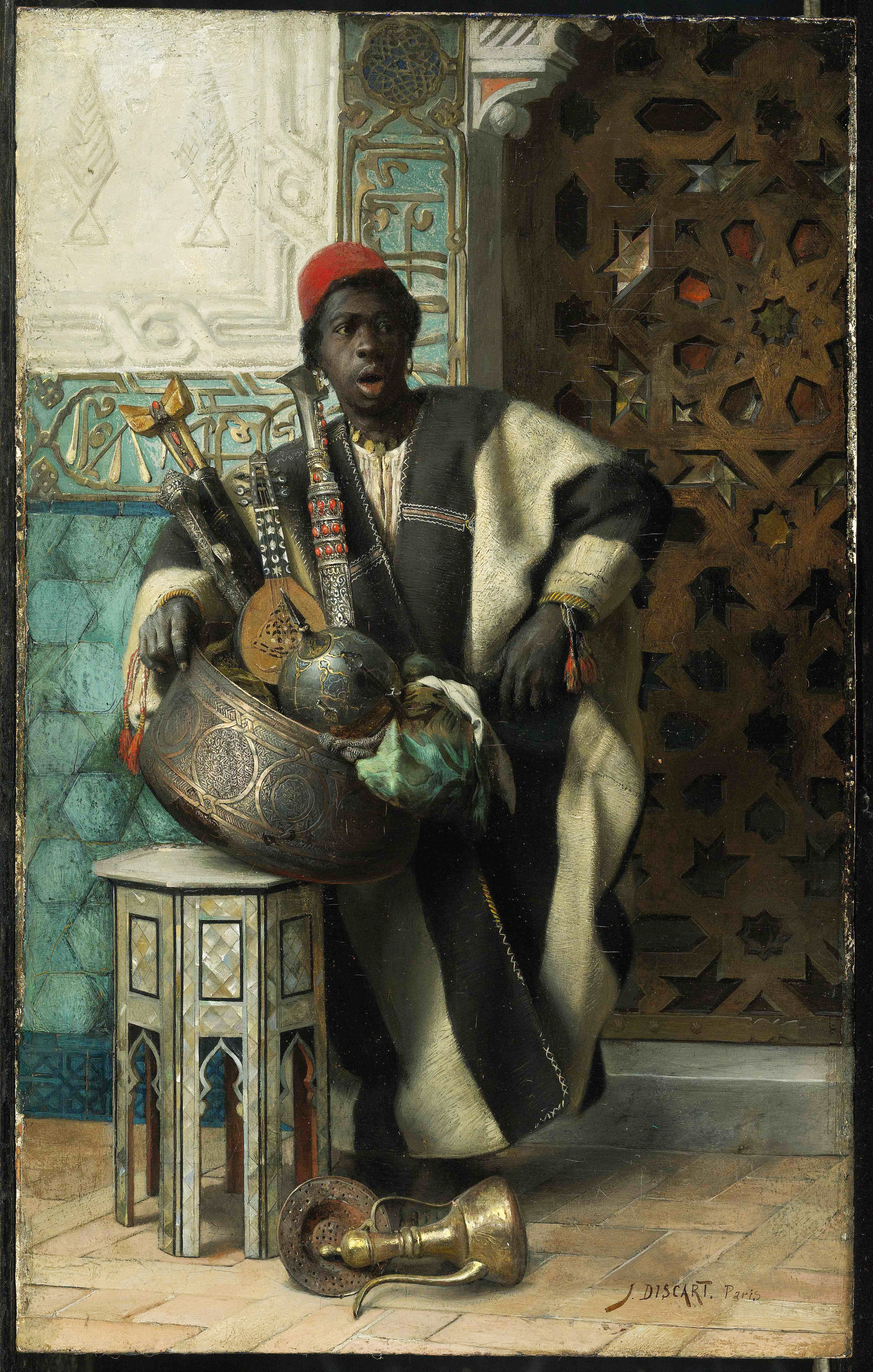
Мавританский торговец
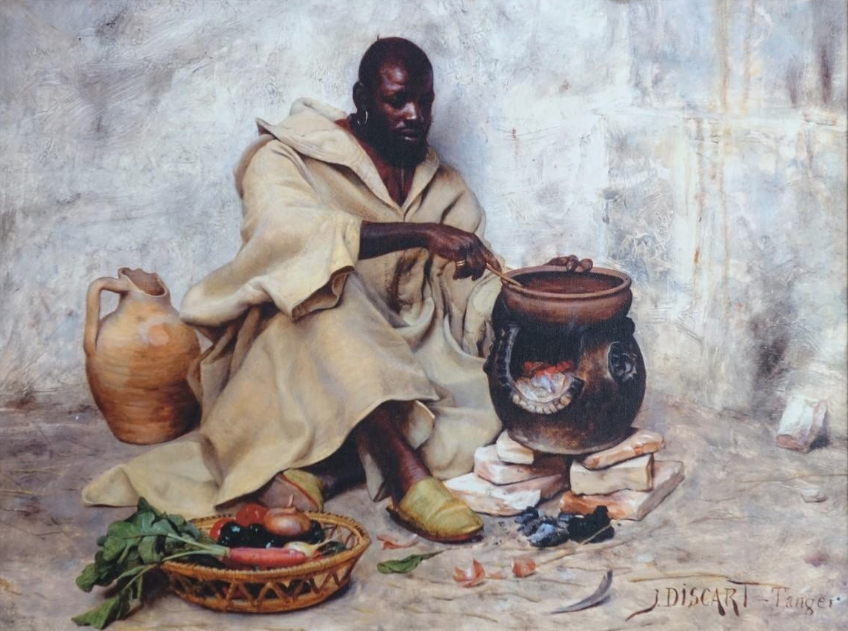
Приготовление пищи
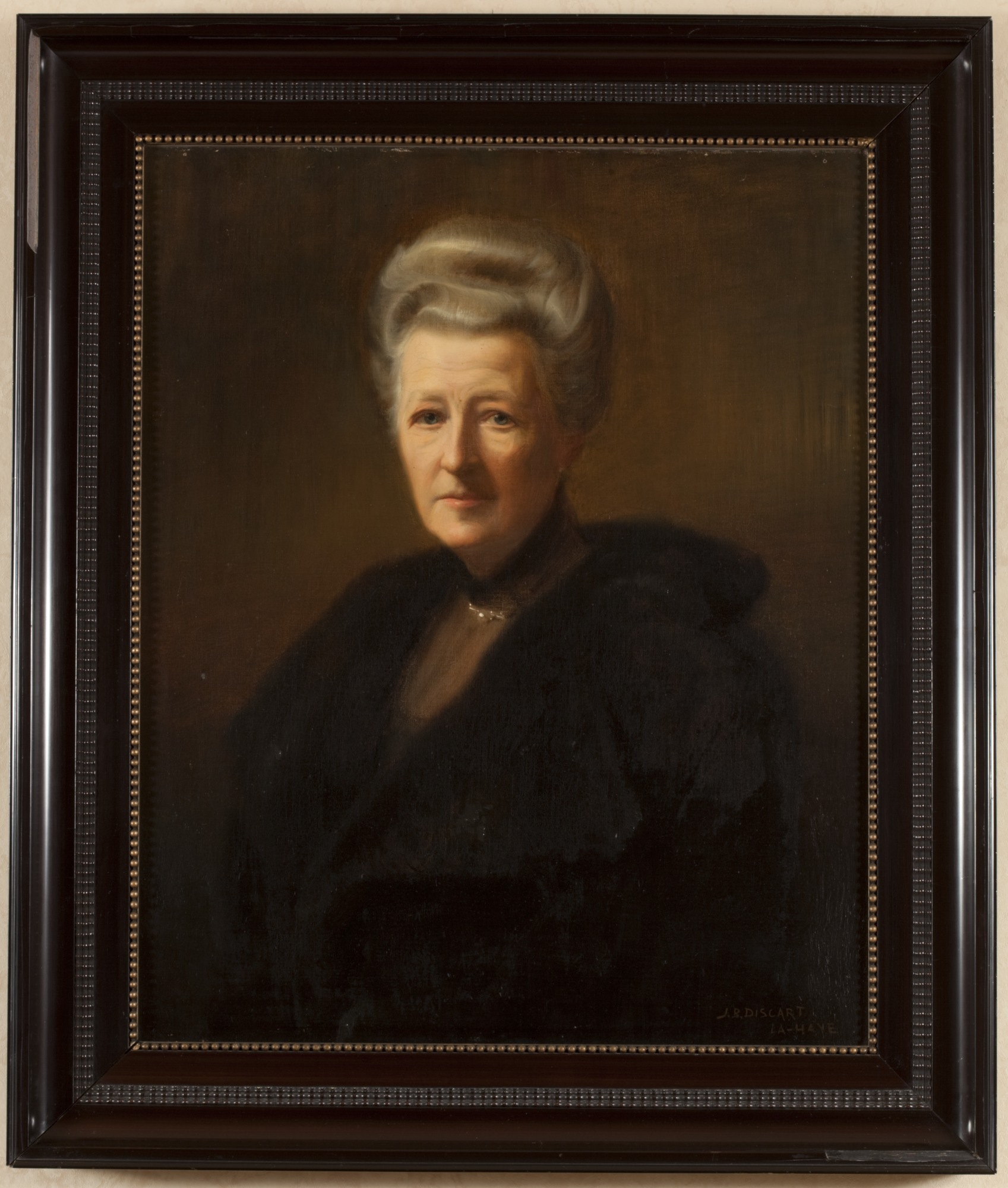
Портрет графини Гертруды Элизы Юлии фон Лимбург-Штирум